# Decennial Peak
Il Decennial Peak è una vetta dell'Antartide alta 4020 m situata circa 5 km a sudovest del Monte Kirkpatrick, nella catena montuosa dei Monti della Regina Alessandra, nella Dipendenza di Ross.
È stato mappato dall'United States Geological Survey (USGS) sulla base di proprie indagini e di fotografie aeree della US Navy dal 1958 al 1965. Il Comitato consultivo dei nomi antartici (US-ACAN) ne ha attribuito la denominazione nel 1970 in occasione del decimo anniversario dell'Istituto di Studi Polari (Institute of Polar Studies) della Ohio State University, che nello stesso anno celebrava il secolo di vita. L'Università e l'Istituto erano stati molto attivi nelle investigazioni nell'Antartico fin dal 1960.